# Ellora Caves
Ellora–hulerne er udhuggede klippetempler ved den lille landsby Ellore ved Verul ca. 30 km fra Aurangabad i delstaten Maharashtra i Indien. Klippetemplerne er fra 1983 på UNESCO's liste over Verdens Kulturarv.
Ellora er et højdepunkt i indiske klippetempler og dertil knyttet kunst og arkitektur. De 34 grotter er hugget i de lodrette Charanandri Hills og omfatter både buddhistiske, hinduistiske og jainistiske klippetempler og -klostre. Grotterne er udhugget i flere etaper under hindu-dynastier mellem det 5. årh. og 10. årh. Eksistensen af grotterne, der er bygget tæt på hinanden med flere religiøse retninger, tolkes som et eksempel på den religiøse tolerance i Indiens historie. De buddhistiske huler er de ældste Ellora-strukturer, og består hovedsageligt af klostre. Nogle har et billede af Buddha.

## Eksterne links
- Ellora Caves – Panoramatur med World Heritage WHTour.org Arkiveret 12. august 2007 hos  Wayback Machine
- Malerkunst i Indien
- Ajanta Caves

20°01′N 75°10′Ø / 20.017°N 75.167°Ø